# De heilige Andreas (Zurbarán)
De heilige Andreas is een schilderij van Francisco de Zurbarán, dat hij waarschijnlijk tussen 1635 en 1640 maakte. Dit portret van de apostel Andreas maakt sinds 1949 deel uit van de collectie van het Museum voor Schone Kunsten in Boedapest.

## De apostel Andreas
In het Nieuwe Testament wordt beschreven hoe Andreas en zijn broer Simon Petrus, vissers aan het Meer van Galilea, Jezus ontmoetten en zijn eerste volgelingen werden. Later zou Andreas bij veel belangrijke gebeurtenissen in het leven van Jezus aanwezig zijn. Na diens overlijden predikte Andreas volgens de overlevering rond de Zwarte Zee, voordat hij in Patras op de Peloponnesos de marteldood stierf, vastgebonden aan een Latijns kruis. Gedurende de Middeleeuwen raakte het verhaal in zwang dat Andreas gestorven was op het schuinkruis, dat sindsdien zijn naam draagt, omdat hij zich niet waardig achtte om aan hetzelfde kruis als Christus te lijden.

## Voorstelling
Waarschijnlijk bereikte de verering van Andreas Spanje tijdens de regeerperiode van Karel V. Zurbarán beeldde hem in de stijl van de Contrareformatie af, zonder andere personages en met zijn attributen duidelijk zichtbaar. In beide handen houdt hij een boek vast, symbool van de apostelen. Achter hem is een schuinkruis van ruw hout zichtbaar voor een zwaar bewolkte hemel. Zijn uiterlijk lijkt sterk op de traditionele weergave van Petrus, zijn broer.

## Herkomst
Dit schilderij is waarschijnlijk afkomstig uit het college van Santo Tomás in Sevilla, hoewel hiervoor geen onomstotelijk bewijs te vinden is. Het college, dat aan het begin van de zestiende eeuw door de aartsbisschop van Sevilla werd opgericht, was voor buitenstaanders moeilijk toegankelijk, waardoor er maar weinig beschrijvingen van bekend zijn. Het is wel bekend dat zich hier een kapel gewijd aan Andreas bevond, een zeldzaamheid in Sevilla. Het is zeer waarschijnlijk dat een schilderij van de aartsengel Gabriël, dat dezelfde afmetingen heeft, de pendant van De heilige Andreas was.
Tijdens de Franse bezetting werden veel kunstwerken uit kerken en kloosters gehaald. In 1810 kon maarschalk Soult het werk zo in bezit krijgen. Het schilderij wisselde daarna nog enige malen van eigenaar:
- 1835: verkocht aan de hertog van Sutherland, Londen.
- 11 juli 1913: verkocht aan de kunsthandel Knoedler & Co, Londen.
- in de collectie van de beroemde Hongaarse verzamelaar baron Ferenc Hatvany, Boedapest.
- in de collectie van de Joodse verzamelaar baron Leopold Herzog, Boedapest.

Na de inval van de nazi-Duitsland in 1944 werden de kunstschatten van de familie Herzog geconfisqueerd. Na afloop van de oorlog weigerde Hongarije de kunstwerken terug te geven. De heilige Andreas werd in 1949 opgenomen in het Museum voor Schone Kunsten van Boedapest. In 2010 startten de erven Leopold Herzog een rechtszaak tegen de Hongaarse staat om de schilderijen opnieuw in bezit te krijgen.

## Afbeelding

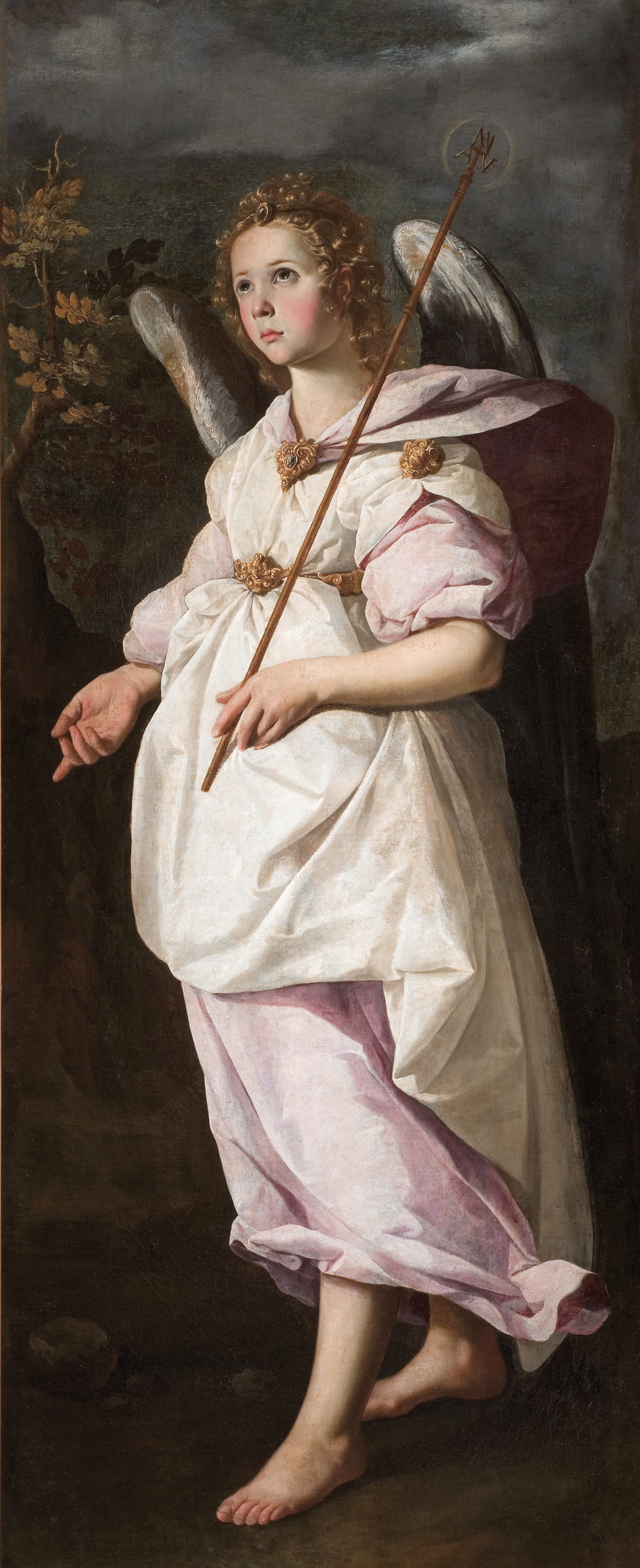
De aartsengel Gabriël